# Karácsonyi zene

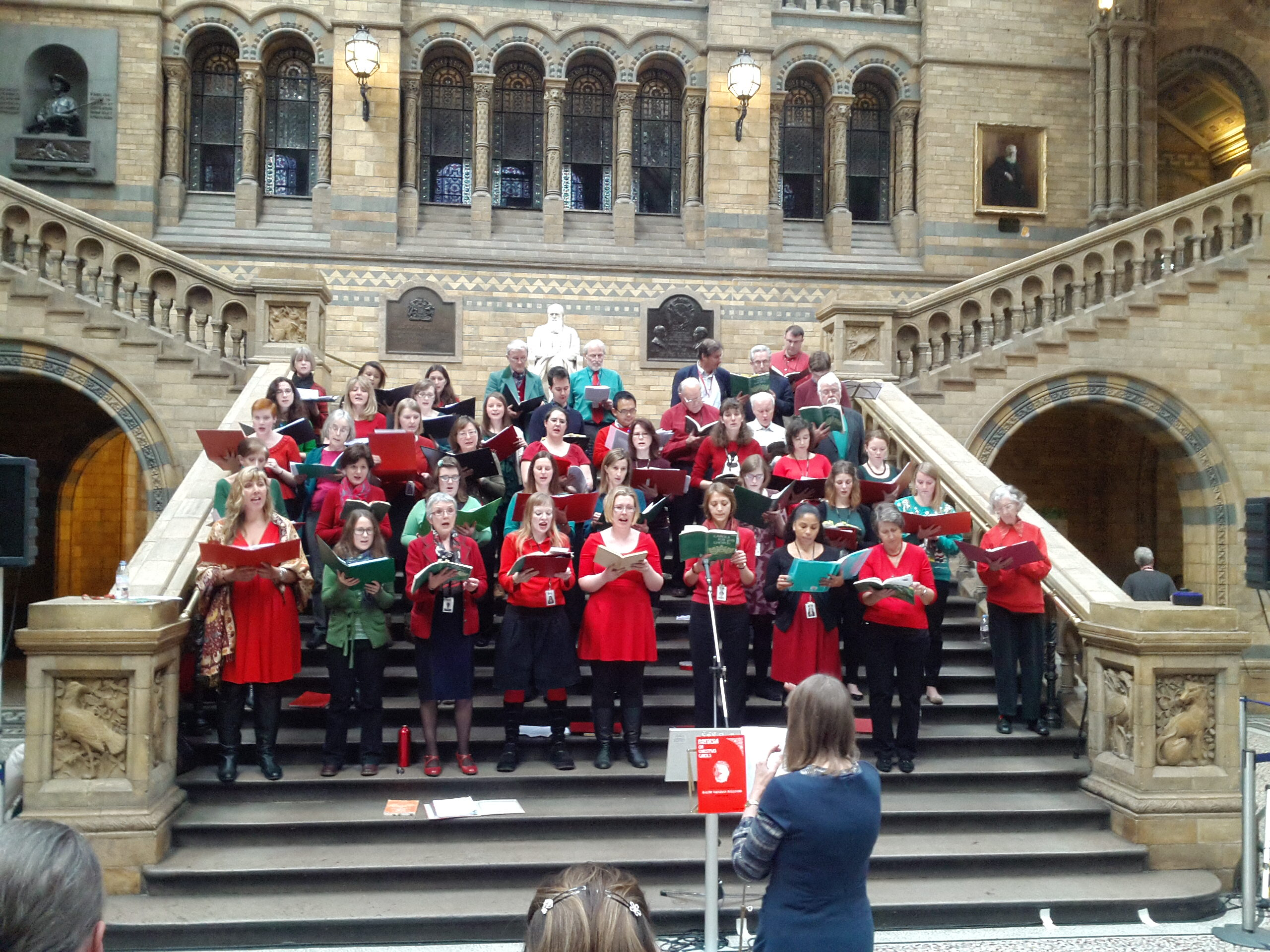
A londoni Natural History Museum munkatársai karácsonyi dalokat énekelve

A karácsonyi zene több különböző zenei stílusból áll, a dalokat általában karácsony idején adnak elő. A karácsonyi zene lehet csak hangszeres, de gyakran dalszöveget is tartalmaz, leginkább Jézus születéséről, ajándékozásról, télapóról, stb. Több esetben a daloknak csak karácsonyi vagy ünnepi hangulata van.
Ugyan a 20. század előtti karácsonyi dalok nagy része általában vallási alapú volt, a nagy gazdasági világválság alatt ettől a témakörtől eltávolodott a zene, leginkább az Egyesült Államokban, az ünnepekkel kapcsolatos szokásokra és hagyományokra koncentrálva. Ezek közé tartoztak olyan dalok, mint a Santa Claus Is Comin’ to Town és a Rudolph, the Red-Nosed Reindeer (1949), amiknek célpontjai gyerekek voltak. Ebben az időszakban jelentek meg ballada-szerű kislemezek is, mint a Have Yourself a Merry Little Christmas (1944) és a White Christmas (1942), az utóbbi 2024-ben is minden idők legtöbb példányban elkelt kislemeze volt, Bing Crosby feldolgozásában. Az Elvis’ Christmas Album 20 millió példánnyal minden idők legtöbb példányban eladott karácsonyi albuma, amit Elvis Presley adott ki 1957-ben.
Karácsony idején világszerte hagyomány karácsonyi zene előadása koncerteken, templomokban, áruházakban és városok utcáin is. Az ünnepek idején több rádióállomás is csak karácsonyi zenét ad, teljesen elhagyva megszokott programját. A karácsonyi zene legkésőbb januárra általában megszűnik.

## Történelme
Az első karácsonnyal kapcsolatos zenei művek a negyedik századi Rómából származnak, latin nyelvű himnuszok voltak, mint a Veni redemptor gentium. A 13. századra Assisi Szent Ferenc befolyása következtében elkezdtek kialakulni a hagyományos karácsonyi dalok a régiók saját nyelvein is. Az első angol nyelvű karácsonyi énekek 1426-ban tűntek fel, John Awdlay egy művében, aki huszonöt dalt listázott. A 16. században több, napjainkban is énekelt dal is feltűnt, mint a The Twelve Days of Christmas, a God Rest You Merry, Gentlemen és az O Tannenbaum.
Oliver Cromwell vezetése alatt a parlament betiltotta a karácsonyi dalok éneklését, azt pogánynak tekintve. Nem csak a dalok, de karácsony ünneplése is teljesen be volt tiltva a puritán kormány alatt. 1645-ben a karácsony ünneplése teljesen el lett törölve, két évvel később pedig bűncselekménnyé tették azt. Az nem teljesen ismert, hogy ezt mennyire volt végrehajtva. Az időszakban az emberek titokban énekeltek és Jézus születéséről megemlékeztek istentiszteletek közben. A Stuart-ház visszatérésével a trónra a tiltás megszűnt 1660-ban, a király önmaga hirdette ki a karácsonyi hagyományok visszatérését. A viktoriánus kor alatt nagyon sok új karácsonyi ének jelent meg, mint a Csendes éj, az O Little Town of Bethlehem, az O Holy Night, illetve az első télapóval kapcsolatos dalok a 19. században, mint az Up on the Housetop és a Jolly Old Saint Nicholas. Régebbi karácsonyi dalokat is lefordítottak több nyelvre, így azoknak népszerűsége is megnövekedett.
Magyarországon az első megjelent karácsonyi dal a Mennyből az angyal volt, a 18. században, amit valószínűleg Szentmihályi Mihály boconádi plébános szerzett. Ugyanebben az időszakban és a 19. században több hasonlóan népszerű dal terjedt el, mint a Pásztorok, keljünk fel, a Kiskarácsony, nagykarácsony, a Ó, gyönyörű szép titokzatos éj és a Pásztorok, pásztorok örvendezve.

## Klasszikus zene

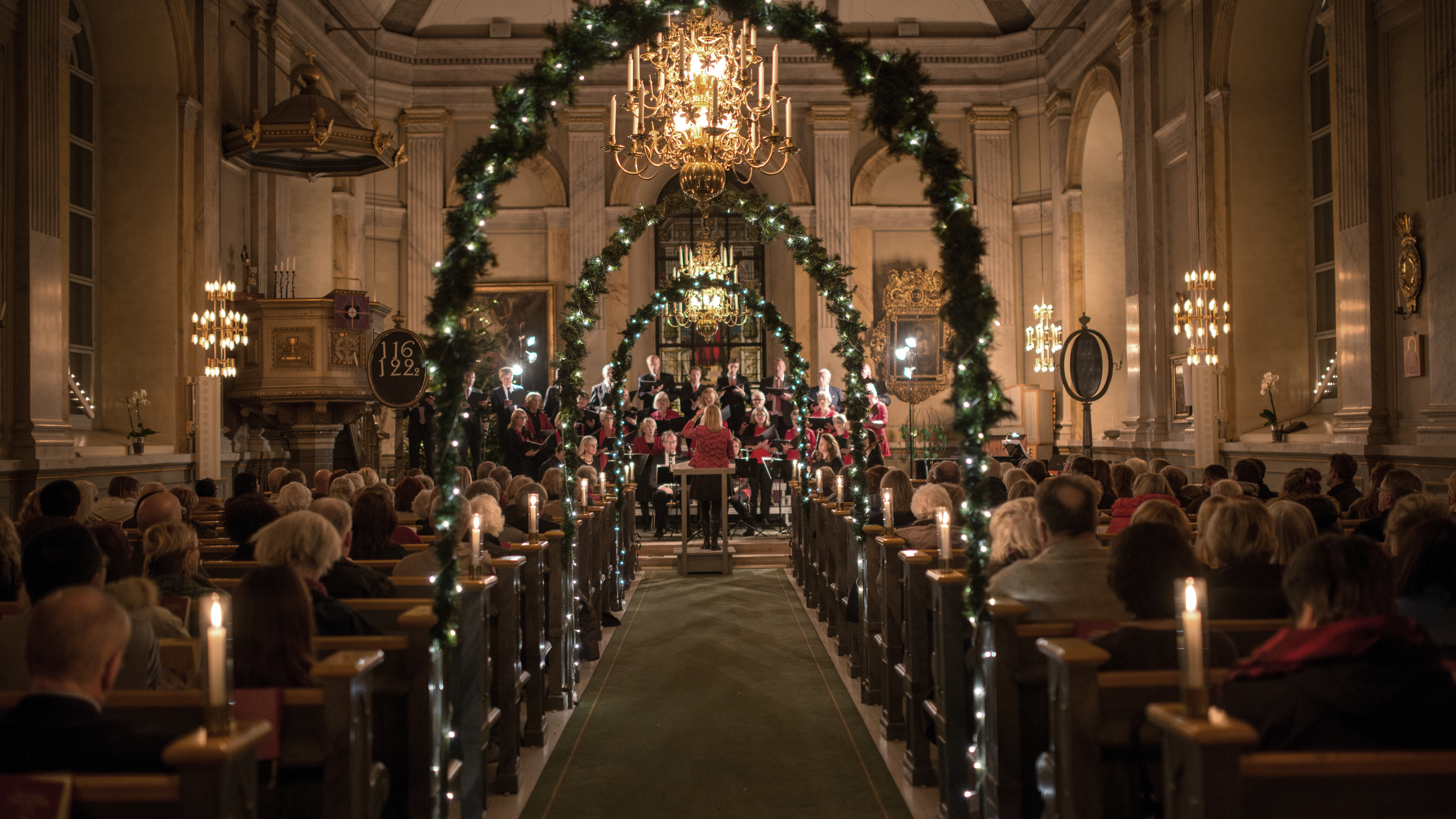
Egy karácsonyi klasszikus koncert egy svéd templomban

Több vallási kompozíciót is gyakran előadnak koncerteken karácsony idején. Ezek közé tartozik Georg Friedrich Händel Messiása, annak ellenére, hogy eredetileg húsvétra volt írva. A mű előadása nagyon népszerű több országban is. Johann Sebastian Bach 1734-ben írta meg Karácsonyi oratóriumát, ami Jézus születését és a napkeleti bölcsek útját meséli el. Antonio Vivaldi szerezte a  Il Riposo per il Santissimo Natalet, Arcangelo Corelli a Karácsonyi concertót.

## Karácsonyi énekek
| Hagyományos karácsonyi dalok gyűjteménye James D. Blodget 2004-es előadásában Probléma esetén lásd:Médiafájlok kezelése. |

Egyes vallásos dalok az évszázadok során megszokott karácsonyi énekek lettek. Ezek közül a legnépszerűbb hagyományos dalok:
- Adeste fideles
- Deck the Halls
- Ding Dong Merrily on High
- The First Noel
- Go Tell It on the Mountain
- God Rest You Merry, Gentlemen
- Good King Wenceslas
- Joy to the World
- Kiskarácsony, nagykarácsony
- Mennyből az angyal
- Ó, gyönyörű szép titokzatos éj
- O Holy Night (Cantique de Noël)
- O Little Town of Bethlehem
- O Tannenbaum
- Pásztorok, keljünk fel
- Pásztorok, pásztorok örvendezve
- Stille Nacht, heilige Nacht (Csendes éj)
- The Twelve Days of Christmas
- We Wish You a Merry Christmas

Évszázadokkal ezelőtt is adtak ki karácsonyi dalokat különböző zenés könyvek részeként. Az első ilyen a finn Piae Cantiones volt, 1582-ből, amiből több is túlélt napjainkig, mint a legnépszerűbb karácsonyi énekek. A 19. századi Christmas Carols, New and Old szintén nagy szerepet játszott az énekek elterjedésében. A 19. században az Oxfordi Egyetem több népszerű könyvet is kiadott, aminek a legjobb példája a The Oxford Book of Carols, ami elnépszerűsített sok népdalt modern karácsonyi ének formájában. Ezt követte a bestseller Carols for Choirs-sorozat, ami először 1961-ben jelent meg.

## Népszerű karácsonyi dalok
Az ASCAP 2015-ben összeállított egy listát az azt megelőző ötven év legtöbbször lejátszott karácsonyi dalaiból.
| #  | Dal                                                  | Szerző                                                        | Év        | Típus                      |
| -- | ---------------------------------------------------- | ------------------------------------------------------------- | --------- | -------------------------- |
| 1  | Santa Claus Is Comin’ to Town                        | J. Fred Coots, Haven Gillespie                                | 1934      | mitológia                  |
| 2  | Have Yourself a Merry Little Christmas               | Ralph Blane, Hugh Martin                                      | 1944      | ünnepi/szentimentális      |
| 3  | Winter Wonderland                                    | Felix Bernard, Richard B. Smith                               | 1934      | szezonális                 |
| 4  | Let It Snow! Let It Snow! Let It Snow!               | Sammy Cahn, Jule Styne                                        | 1945      | szezonális                 |
| 5  | The Christmas Song                                   | Mel Tormé, Robert Wells                                       | 1944      | hagyományos                |
| 6  | Jingle Bell Rock                                     | Joseph Carleton Beal, James Ross Boothe                       | 1957      | ünnepi/szezonális          |
| 7  | It’s the Most Wonderful Time of the Year             | Edward Pola, George Wyle                                      | 1963      | szezonális/hagyományos     |
| 8  | Sleigh Ride                                          | Leroy Anderson, Mitchell Parish                               | 1948      | szezonális/Birthday        |
| 9  | Rudolph, the Red-Nosed Reindeer                      | Johnny Marks                                                  | 1939/1949 | mitológia                  |
| 10 | It’s Beginning to Look a Lot Like Christmas          | Meredith Willson                                              | 1951      | hagyományos/ünnepi         |
| 11 | White Christmas                                      | Irving Berlin                                                 | 1940      | szezonális/szentimentális  |
| 12 | A Holly Jolly Christmas                              | Johnny Marks                                                  | 1964/65   | hagyományos/ünnepi         |
| 13 | Carol of the Bells                                   | Peter J. Wilhousky                                            | 1936      | ünnepi                     |
| 14 | Rockin’ Around the Christmas Tree                    | Johnny Marks                                                  | 1958      | hagyományos                |
| 15 | All I Want for Christmas Is You                      | Mariah Carey, Walter Afanasieff                               | 1994      | szentimentális             |
| 16 | Frosty the Snowman                                   | Steve Nelson, Walter E. Rollins                               | 1950      | mitológia                  |
| 17 | Blue Christmas                                       | Billy Hayes, Jay W. Johnson                                   | 1957      | hagyományos                |
| 18 | (There’s No Place Like) Home for the Holidays        | Bob Allen, Al Stillman                                        | 1954      | hagyományos/szentimentális |
| 19 | The Little Drummer Boy                               | Katherine K. Davis, Henry V. Onorati, Harry Simeone           | 1941      | keresztény                 |
| 20 | Do You Hear What I Hear?                             | Gloria Shayne Baker, Noël Regney                              | 1962      | hagyományos                |
| 21 | Silver Bells                                         | Jay Livingston, Ray Evans                                     | 1950      | hagyományos                |
| 22 | Baby, It's Cold Outside                              | Frank Loesser                                                 | 1948      | szezonális                 |
| 23 | I Saw Mommy Kissing Santa Claus                      | Tommie Connor                                                 | 1952      | paródia                    |
| 24 | Feliz Navidad                                        | José Feliciano                                                | 1970      | ünnepi                     |
| 25 | Christmas Eve/Sarajevo 12/24                         | Jon Oliva, Paul O’Neill, Robert Kinkel                        | 1995      | történelmi fikció          |
| 26 | Last Christmas                                       | George Michael                                                | 1984      | szentimentális             |
| 27 | Here Comes Santa Claus (Right Down Santa Claus Lane) | Gene Autry, Oakley Haldeman                                   | 1947      | mitológia/keresztény       |
| 28 | Santa Baby                                           | Joan Ellen Javits, Philip Springer, Tony Springer és Fred Ebb | 1953      | paródia                    |
| 29 | Happy Holiday                                        | Irving Berlin                                                 | 1948      | ünnepi                     |
| 30 | Wonderful Christmastime                              | Paul McCartney                                                | 1979      | ünnepi                     |

### Magyarország
2023 karácsonya hetében Magyarországon a tíz legtöbbet hallgatott karácsonyi dal a Mahasz Single Top 40 listája szerint:
| #  | Cím                                         | Előadó         |
| -- | ------------------------------------------- | -------------- |
| 1  | All I Want for Christmas Is You             | Mariah Carey   |
| 2  | Rockin’ Around the Christmas Tree           | Brenda Lee     |
| 3  | Last Christmas                              | Wham!          |
| 4  | It’s Beginning To Look A Lot Like Christmas | Michael Bublé  |
| 5  | Snowman                                     | Sia            |
| 6  | Santa Tell Me                               | Ariana Grande  |
| 7  | Jingle Bell Rock                            | Bobby Helms    |
| 8  | Let It Snow! Let It Snow! Let It Snow!      | Dean Martin    |
| 9  | Holly Jolly Christmas                       | Michael Bublé  |
| 10 | Underneath The Tree                         | Kelly Clarkson |

## Fordítás
Ez a szócikk részben vagy egészben  a   Christmas music című angol Wikipédia-szócikk ezen változatának fordításán alapul.  Az eredeti cikk szerkesztőit annak laptörténete sorolja fel. Ez a jelzés csupán a megfogalmazás eredetét és a szerzői jogokat jelzi, nem szolgál a cikkben szereplő információk forrásmegjelöléseként.